# Уэбер, Лейна
Ле́йна Джу́льет Уэ́бер (англ. Leyna Juliet Weber; 19??, Лонг-Айленд, Нью-Йорк, Нью-Йорк, США) — американская актриса, сценарист и продюсер.

## Биография
Лейна Джульет Уэбер родилась на Лонг-Айленде (Нью-Йорк, штат Нью-Йорк, США). С отличием окончила Хантерский колледж, получив степень по английскому языку и театральному мастерству.
В 2008 году Лейна сформировала Work Bug Media с Энни Луковски и выпустила «Штраф за превышение скорости» и «Табу». Оба фильма были сняты и написаы Луковски, а Уэбер в них снялась. В том же 2008 году губернатор Арнольд Шварценеггер вручил Лейне награду вместе с продюсером Дарреном Капоцци, после того, как они заняли третье место в «Anti-Smoking PSA».
Лейна является активным членом компании в знаменитом клубе Comedy Comedy в Лос-Анджелесе и регулярно исполняет эскизную комедию.
Лейна разрабатывает проекты для Интернета и медиа.

## Избранная фильмография
| Год       |    | Русское название                    | Оригинальное название             | Роль            |
| --------- | -- | ----------------------------------- | --------------------------------- | --------------- |
| 1999—2004 | с  | Как вращается мир                   | As the World Turns                | Медсестра       |
| 2002      | с  | Закон и порядок                     | Law & Order                       | Жена            |
| 2002      | с  | Все мои дети                        | All My Children                   | Клиентка бара   |
| 2002      | ки | Grand Theft Auto: Vice City         | Grand Theft Auto: Vice City       | Эми Шекенхаузен |
| 2003      | ки | Midnight Club II                    | Midnight Club II                  | Джина           |
| 2004      | с  | Закон и порядок: Специальный корпус | Law & Order: Special Victims Unit | Барменша Молли  |
| 2005      | с  | Клиент всегда мёртв                 | Six Feet Under                    | Ди Ди           |